# Pinová kompatibilita
V elektrotechnice jsou za pinově kompatibilní považovány taková elektronická zařízení a integrované obvody, které mají stejné rozměrové a funkční rozložení vývodů. Díky této vlastnosti je možné propojovat různá zařízení bez dalších úprav, zařízení je tak možné navrhovat modulárně a i samotný návrh je díky unifikovaným pouzdrům integrovaných obvodů usnadněn.

## Různé stupně kompatibility
- Pin-to-Pin kompatibilita znamená, že zařízení je sice pinově kompatibilní, a tak je možné je propojit, není ale zaručena kompatibilita elektronických vlastností zařízení, kdy například odlišné napětí může obě zařízení poškodit.[2]
- Drop-in kompatibilita značí, že zařízení je nejen Pin-to-Pin kompatibilní, ale i to, že samotné piny mají shodné funkce a i elektronické vlastnosti.[2]
- Jako softwarově kompatibilní jsou označována ta zařízení, která jsou schopna pracovat beze změny původního softwaru a se stejnými výsledky.